# Michael McGerr
Michael McGerr é um historiador norte-americano que trabalha na Universidade de Indiana no Departamento de História, uma unidade da Faculdade de Artes e Ciência. Em 2005 foi nomeado Professor Paul V. McNutt de História Americana, uma cátedra na Universidade de Indiana. Em sua carreira, Michael McGerr trabalhou no MIT, Yale e na Universidade de Indiana. É autor de A Fierce Discontent e coautor do texto Making a Nation.